# 교가미사키 통신소
교가미사키 통신소(일본어: 経ヶ岬通信所 교가미사키 쓰신죠[*], 미국 영어: Kyogamisaki Communications Site (KCS))는 교토부 교탄고시 단고정 소데시에 있는 교가미사키의 이름을 딴 주일 미국 육군의 시설이다. 조선민주주의인민공화국과 조선인민군의 위성 및 전구 탄도 미사일 발사를 감시하고 조기 경보를 위해 제38방공포병여단 산하 제14미사일방어포대가 배치되어 있다.

## 역사
2013년 2월 22일, 미일수뇌회담에서 THAAD를 위한 전방배치모드(FBM) X밴드 레이더를 배치하기로 결정하였다. 12월 22일, 미일합동위원회에서 교가미사키 분둔기지의 일부를 주일 미군에게 할당하였다.
2014년 10월 2일, 국토교통성에 의해 항공법 제80조 제정에 따라 비행제한구역으로 지정되었다. 같은 해 12월부터 AN/TPY-2 레이더가 가동되어 조선인민군의 전구 탄도 미사일의 발사를 감시하는 운용을 시작하였다.
2022년 3월 1일, 교가미사키 통신소 안에 제14미사일방포대 장병들의 생활구역(영어: LSA)이 개설되어 이전까지는 30분 거리에 있는 마을에서 식사와 숙박을 해결하는 문제점이 해결되었다. 이로써 미국 육군 공병대 일본 지부의 교가미사키 통신소 건설 계획은 끝을 맺었다.

## 제14미사일방어포대
제14미사일방어포대(영어: 14th Missile Defense Battery (14th MDB), 일본어: 第14ミサイル防衛中隊 다이쥬욘미사이루보에이츄타이[*])는 2014년 10월 23일에 창설되었다.
2018년 10월 16일, 제94육군방공미사일방어사령부에서 사가미 종합보급창에 재소집된 제38방공포병여단으로 전속하였다.

## 같이 보기
- 샤리키 분둔기지/샤리키 통신소 - 일본 항공자위대 미사와 기지의 분둔기지인 샤리키 분둔기지에 있는 제10미사일방어포대의 주둔지.

## 인용
1. ↑  “米軍Xバンドレーダー、2基目は京丹後に 年内配備めざす” (일본어). 2013년 2월 25일. 2025년 4월 29일에 확인함.
2. ↑  “일본 교가미사키 레이더”. 연합뉴스. 2016년 7월 17일. 2025년 4월 30일에 확인함.
3. ↑  Wild, Trevor (2022년 3월 18일). “Kyogamisaki Communications Site on the knife’s edge of freedom”. 《United States Army》 (영어). 2025년 4월 29일에 확인함.
4. ↑  “第１４ミサイル防衛中隊発足１周年記念式典米陸軍経ヶ岬通信所司令官交代式” (PDF) (일본어). Defense of Ministry. 2015년 10월 23일.